# Curt von Maltzahn
Le baron Curt von Maltzahn, né le 1er novembre 1849 à Küstrin et mort le 1er janvier 1930 à Pöcking, est un officier de marine allemand qui fut spécialiste de stratégie et historien de la marine.

## Biographie
Curt von Maltzahn appartient à la famille Maltzahn, famille éminente et ancienne originaire du Mecklembourg qui donna de nombreux serviteurs à la Prusse. Il entre dans la marine prussienne le 21 avril 1866 et sert comme cadet sur les frégates SMS Gefion (voyage aux Antilles), SMS Niobe, SMS Thetis et sur les corvettes SMS Medusa (de) et SMS Arcona. Le 1er août 1869, il commence une formation d'un an à l'École navale de Kiel, à l'issue de laquelle il est officier de quart à bord de l'aviso SMS Grille, puis il devient sous-lieutenant de vaisseau le 21 septembre 1871. 
D'avril à décembre 1871, il est officier de compagnie à la division de la flotte de la Baltique. Après dix mois à bord du navire SMS Friedrich Carl et de l'aviso SMS Pomerania, Maltzahn est nommé officier de compagnie à la IIe division de matelots. Ensuite après avoir été dès octobre 1872 officier de quart à bord de la frégate SMS Friedrich Carl, il sert pendant deux ans à partir du 1er juin 1874 en tant qu'aide-de-camp aux chantiers navals impériaux de Wilhelmshaven. Il reprend la mer le 18 mai 1876 sur un navire de l'artillerie de Marine, le SMS Renown (de) et sur la corvette SMS Augusta (voyages en Extrême-Orient, Australie et les mers du Sud).
Curt von Maltzahn est élevé au rang de capitaine-lieutenant en juin 1878 et commande pendant un semestre une compagnie à partir du mois d'octobre suivant à la IIe division de matelots. Après cinq mois en tant qu'officier de quart à bord du SMS Preußen (en), il enseigne au 1er octobre 1879 à l'École navale de Kiel. Il épouse cette même année à Oliva près de Dantzig Rose von Spies, fille d'un propriétaire terrien. Maltzahn poursuit en 1881 et 1882 sa carrière en tant qu'officier de quart sur le SMS Preußen et officier de batterie sur la frégate cuirassée SMS Kronprinz.
En 1883, il emmène le corps expéditionnaire d'Afrique à son lieu de cantonnement en Afrique du Sud-Ouest allemande.
Après cinq mois à la IIe division de matelots et deux ans en tant qu'officier d'artillerie à bord de la corvette SMS Leipzig il est affecté le 23 octobre 1884 à l'Amirauté impériale pendant cinq ans. Il est élevé au grade de korvettenkapitän le 19 mars 1885 et sert pendant quatre ans et demi au service hydrographique, dans le département militaire et ensuite à l'administration centrale (1887-1889).
Entretemps il commande périodiquement en tant que premier officier sur le SMS Württemberg (en) (1886) et devient commandement de bord du SMS Musquito (1889). Après un an au commandement du département des navires-écoles, il commande la corvette SMS Nixe au 9 avril 1890. Curt von Maltzahn est nommé kapitän zur See le 21 septembre 1891 et affecté ensuite à la station de la flotte de la Baltique (Kiel). Il est commandant de la Ire division de matelots en 1892-1893 et chef d'état-major de la station de la flotte de la mer du Nord..

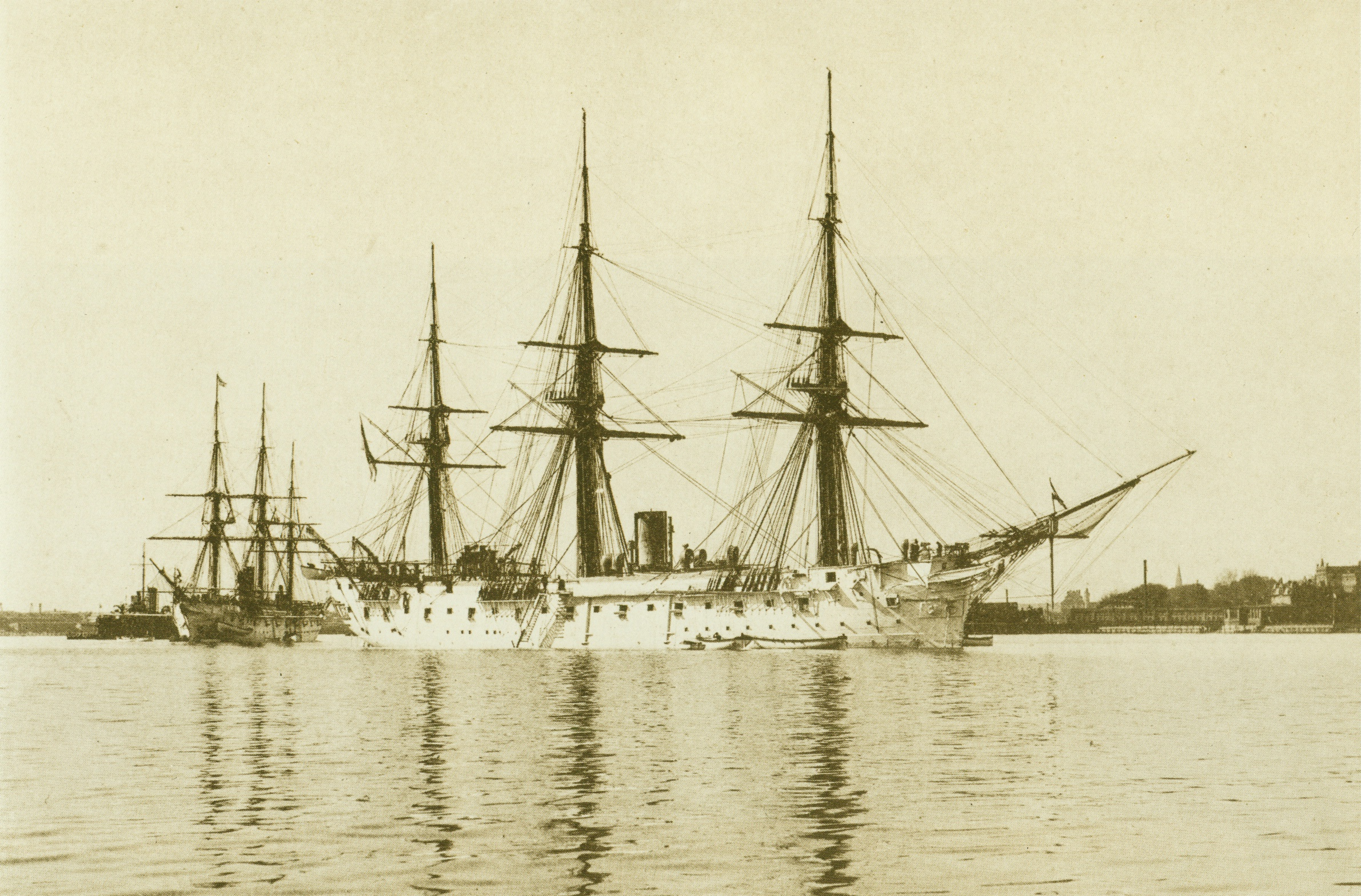
Photographie de la corvette SMS Stosch

Curt von Maltzah commande le SMS Württemberg au 16 octobre 1893. Deux ans plus tard, il devient professeur de tactique navale et professeur d'histoire militaire navale à la nouvelle Académie de marine de Kiel. Il en même temps commandant pendant cinq mois en 1898 du navire-école SMS Stosch et à la fin de l'été 1899 officier d'état-major pendant une courte période auprès de la Hochseeflotte.
Le baron von Maltzahn est nommé le 6 février 1900 directeur de l'Académie de marine et élevé au rang, le 15 mars suivant, de konteradmiral. À l'été 1900, il devient également inspecteur des établissements d'enseignement naval. Il est appelé le 22 septembre 1903 à la tête de la station de la mer Baltique.

## Désaccords avec Tirpitz
Comme Bismarck, ou Moltke et d'autres, Maltzahn est plus du côté des politiques que des militaires dans la conduite des affaires de l'État. Au sein du corps des officiers allemands, il se place en protagoniste de l'opposition à Tirpitz. Tout en voulant également briser le monopole des mers que détenait l'Angleterre, Maltzahn estime en effet en tant qu'expert tacticien que la construction d'une flotte de guerre avec des bâtiments lourds et puissants n'est pas le bon moyen pour devenir aussi une forte puissance maritime. Il défend plutôt l'idée de la défense des côtes de l'Allemagne et la construction d'une flotte de croiseurs plus maniables et moins coûteux.
Ses leçons et conférences sont publiées, mais il est mis à la retraite le 12 décembre 1903 avec le rang de vizeadmiral à l'âge de cinquante-quatre ans. L'amitié qu'il nourrissait depuis Küstrin avec Tirpitz se brise alors.
Il se consacre donc pendant sa retraite à la rédaction d'ouvrages d'histoire navale et d'essais, comme Der Seekrieg (La Guerre navale) et – sur commande de l'Amirauté impériale -– Die Geschichte unserer taktischen Entwickelung (L'Histoire de notre développement tactique). Maltzahn tenait en haute estime Carl von Clausewitz dont il préconisait d'utiliser les thèses pour la Marime et le comparait aussi à Nelson.

## Œuvres
- Was lehrt Clausewitz´ Buch »Vom Kriege« den deutschen Seeoffizier? Marine-Rundschau, Juni 1905 (traduit en anglais au Royal Navy War College, Portsmouth, novembre 1906)
- Der Seekrieg. Leipzig 1906 (traduit en anglais par John Combe Miller, Naval Warfare; London, New York, 1908)
- Der Seekrieg zwischen Russland und Japan 1904–1905, Bd. 1.: Die Vorgeschichte des Krieges und die Kriegsereignisse bis Ende Mai 1904. 1912
- Der Seekrieg zwischen Russland und Japan 1904–1905, Bd. 2.: Die Belagerung von Port Arthur und die Ausreise des 2. Pazifischen Geschwaders bis Madagaskar. 1913
- Der Seekrieg zwischen Russland und Japan 1904–1905, Bd. 3: Ereignisse der beiden Parteien bis zur Schlacht von Tsuschima. 1914